# Majolikahaus
La Majolikahaus es un edificio ubicado en la calle Linke Wienzeile número 40 de la ciudad de Viena (Austria). Es de estilo modernista y data de 1898. Es obra del arquitecto Otto Wagner.

## Edificio
La majolikahaus forma parte de un conjunto de tres casas de estilo modernista (también conocido como Jugendstil) construidas por el arquitecto austriaco Otto Wagner en 1898. Este conjunto se compone por la Majolikahaus, la Medallion House (un edificio con fachada en blanco y ornamentación dorada de Koloman Moser) y por la Casa Wagner. Estaban ubicadas en la Linke Wienzeile a excepción de la Casa Wagner que estaba en la Köstlergasse. La obra pertenece a la etapa de madurez de Wagner, fase en la que se ha desprendido por completo de las formas historicistas de su primera etapa y se adscribe al movimiento de renovación artística que se denomina estilo Secesión.
El edificio consta de planta baja y cinco alturas. Destaca la decoración floral en toda la fachada de donde proviene el nombre majolikahaus por la cual el edificio se hizo popularmente conocido, esta  decoración esta realizada con azulejos de mayólica que crean coloridos torbellinos florales de color rosa, según se va ascendido por la fachada la decoración va aumentando significativamente. Al hacer esta decoración Wagner combinó la belleza con lo funcional en una fachada, debido a los materiales utilizados es fácil de limpiar y resistente al deterioro.
La vivienda estaba destinada a ser habitada por una clase social alta, por ello colocó un ascensor en una época tan temprana, por otro lado los bajos fueron pensados como espacio comercial.
Para alcanzar un mayor refinamiento del interiorismo moderno, propio de la gran ciudad, colocó bañera, también puertas y estufas de diseño propio. Al disponer de un solo frente al exterior, dispuso de patios interiores para permitir la entrada de luz natural en las viviendas. Alrededor del ascensor desarrollo unas escaleras en forma de espiral que condicionan toda la organización del movimiento en el edificio. En las entreplantas despliegan cortos pasillos quebrando la fuerte verticalidad de la misma.